# 三角形的秘密
《三角形的秘密》是美国数学家阿尔弗雷德·S·波萨门蒂与德国数学家英格玛·莱曼合著的一本大眾數學书，2012年由Prometheus Books出版，讨论了三角形的几何学性质，共十章。